# Войславиці (Казімерський повіт)
Войславиці (пол. Wojsławice) — село в Польщі, у гміні Казімежа-Велька Казімерського повіту Свентокшиського воєводства.
Населення — 339 осіб (2011).
У 1975-1998 роках село належало до Келецького воєводства.

## Демографія
Демографічна структура на день 31 березня 2011 року:
|          | Загалом | Допрацездатний вік | Працездатний вік | Постпрацездатний вік |
| -------- | ------- | ------------------ | ---------------- | -------------------- |
| Чоловіки | 185     | 52                 | 110              | 23                   |
| Жінки    | 154     | 30                 | 85               | 39                   |
| Разом    | 339     | 82                 | 195              | 62                   |